# TharnType: The Series
TharnType: The Series è una serie televisiva thailandese trasmessa per la prima volta su 0ne31 il 7 ottobre 2019 in Thailandia, in seguito le repliche degli episodi sono stati trasmessi su Line Tv.
È un adattamento del popolare romanzo web TharnType Story เกลียด นัก มา เป็น ที่ รัก กัน ซะ ดีๆ scritto da Orawan Vichayawannakul (MAME).
Dodici episodi più due speciali, di cui uno sul personaggio di Lhong (interpretato Kittipat Kaewcharoen) che dura solamente 18 minuti e due secondi, mentre l'altro intitolato TharnType Special, Our Final Love è stato proiettato il 19 gennaio 2020 al Siam Pavalai Royal Grand Theatre.
È un BL (boys'love) romantico, drammatico e scolastico.

## Trama
La storia racconta di un ragazzo, Type, che iniziando il suo primo anno di università, si trasferisce in un dormitorio. In seguito, dal suo migliore amico Techno scoprirà che Tharn, il suo compagno di stanza, dipinto come il classico ragazzo perfetto e socievole, è omosessuale. Type, a causa di una violenza subita durante l'infanzia, è omofobo e rimane molto turbato dalla notizia. Il ragazzo intima il compagno di cambiare stanza, ma Tharn si rifiuta di sottomettersi all'odio di Type. Egli comincia allora a rendere la vita impossibile al coinquilino con l'intento di esasperarlo e convincerlo ad andarsene ma Tharn non demorde, anzi, inizia a provare qualcosa per Type e cercherà a sua volta di rompere le barriere del ragazzo per far breccia nel suo cuore.

## Personaggi

### Personaggi principali
- Kanawut Traipipattanapong (Gulf) interpreta Type Thiwat Phawattakun, un ragazzo egocentrico e scontroso ma che nasconde anche un lato più dolce e protettivo. Gioca a calcio insieme ai suoi amici nella squadra dell'università e frequenta la facoltà di scienze motorie. Da bambino venne attratto con l'inganno da un uomo adulto in un luogo isolato dove venne molestato, motivo per cui crescendo è diventato omofobo. Il suo migliore amico è Techno, ed il suo compagno di stanza è Tharn.
- Suppasit Jongcheveevat (Mew) interpreta Tharn Thara Kirigun, un ragazzo gay dichiarato che si ritrova come compagno di stanza un ragazzo attraente ma omofobo (Type). Frequenta la facoltà di musica, suona soprattutto la batteria e la chitarra classica, e fa parte di un gruppo con alcuni suoi amici. È un ragazzo dolce e romantico e proviene da una famiglia molto ricca. Ha un fratello maggiore; Thorn, ed una sorella minore; Tanya.

### Personaggi secondari
- Suttinut Uengtrakul (Mild) interpreta Techno, il migliore amico di Type che gioca a calcio insieme a lui e frequenta la sua stessa facoltà. È sempre di sostegno a Type, anche se si diverte a prenderlo in giro e a farlo innervosire. Ama fare battute anche nei momenti meno opportuni, ma è sempre pronto ad aiutare i suoi amici.
- Kittipat Kaewcharoen (Kaownah) interpreta Lhong, migliore amico di Tharn e cantante della sua band. È molto affezionato a Tharn e cerca sempre di capire se quest ultimo ha bisogno o sta passando un brutto momento. Vuole vedere se alcuni ragazzi sono adatti ad entrare nella band facendo audizioni.
- Natthad Kunakornkiat (Hiter) interpreta Tum, fratello maggiore di Tar. È molto protettivo ed apprensivo nei confronti del fratello minore. Rispetta comunque i suoi spazi, quando serve.
- Parinya Angsanan (Kokliang) interpreta Tar, ex ragazzo di Tharn, è più giovane di lui (infatti frequenta ancora le superiori). È un ragazzo emotivo e riservato che spesso evita di parlare delle proprie questioni personali facendo preoccupare il fratello maggiore.
- Napat Sinnakuan (Boat) interpreta Champ, un caro amico di Techno e Type. Champ ama cucinare, ed è un tipo alla mano e senza troppi grilli per la testa. Il suo compagno di stanza è uno studente di medicina.
- Tanawin Duangnate (Mawin) interpreta Khlui, un senior che vive nella stanza accanto a Tharn e Type nel dormitorio dell'università insieme a Seo. Di indole curiosa e ficcanaso, solitamente cerca di sentire cosa si dicono Tharn e Type poggiando l'orecchio al muro.
- Kantheephop Sirorattanaphanit (Run) interpreta Seo, un senior che vive nella stanza accanto a Tharn e Type nel dormitorio dell'università insieme a Khlui. Vorrebbe andare in Corea per diventare un idol e lo si vede spesso ballare coreografie di gruppi k-pop con le cuffie. Ha i capelli di due colori diversi e spesso parla coreano facendo infuriare Khlui, che non capisce ciò che dice.
- Wasin Panunaporn (Kenji) interpreta Technic, fratello minore di Techno.
- Pongkorn Wongkrittiyarat (Kaprao) interpreta Khom.
- Pattarabut Kiennukul (AA) interpreta San, amico di famiglia e primo ragazzo di Tharn.
- Siwapohn Langkapin (Eye) interpreta Puifai, una ragazza dell'università.

### Guest Star
- Suppapong Udomkaewkanjana (Saint) interpreta Pete.
- Phiravich Attachitsataporn (Mean) interpreta Tin.
- Siwat Jumlongkul (Mark) interpreta Kengkla, amico di Technic interessato a Techno.

## Temi trattati
Nella serie sono molto evidenti i temi legati alla LGBTQ+ anche perché la serie è appunto un BL (boy's love), ma si parla anche di omofobia, caratteristica molto evidente nel personaggio di Type, ed anche a cosa è dovuto questo suo odio, inizialmente incomprensibile, nei confronti degli uomini gay.

## Premi
- 2019 - Miglior coppia a Suppasit Jongcheveevat e Kanawut Traipipattanapong
- 2020 - Line TV Awards
  - Miglior bacio a Suppasit Jongcheveevat e Kanawut Traipipattanapong
- 2020 - Kazz Awards
  - Miglior scena a Suppasit Jongcheveevat e Kanawut Traipipattanapong
  - Hot Young Star a Suppasit Jongcheveevat
  - Nomination Miglior coppia dell'anno a Suppasit Jongcheveevat e Kanawut Traipipattanapong
  - Nomination Hot Young Star a Kanawut Traipipattanapong
- 2020 - Thai Crazy Awards
  - Miglior serie gay a TharnType: The Series
  - Miglior coppia gay a Suppasit Jongcheveevat e Kanawut Traipipattanapong
- 2020 - Maya Awards
  - Miglior coppia a Suppasit Jongcheveevat e Kanawut Traipipattanapong
  - Miglior attore a Suppasit Jongcheveevat
  - Nomination Miglior serie dell'anno a TharnType: The Series
  - Nomination Miglior colonna sonora a Off Chainon con Hold Me Tight

## Colonne sonore
| Titolo Canzone in lingua originale | Titolo tradotto in inglese e in italiano | Artista                |
| ---------------------------------- | ---------------------------------------- | ---------------------- |
| ไม่ ยอม                             | Be Mine (Principale)                     | Pop Jirapat            |
| ไม่ ยอม                             | Be Mine (Sii mio)                        | Kaownah Kittipat       |
| ขอ แค่ เธอ                          | Hold Me Tight (Tienimi stretto)          | Off Chainon            |
| ขอ แค่ เธอ                          | Hold Me Tight (Acoustic)                 | Suppasit Jongcheveevat |

## Seguito
Di TharnType: The Series troviamo anche la seconda stagione TharnType 2: 7 Years of Love andato in onda dal 6 novembre 2020 al 29 gennaio 2021. Il regista però è cambiato in questa seconda stagione, infatti non è più Bundit Sintanaparadee ma Passawut Sukbua che è stato anche rivelato per la prima volta dalla partenza del regista della prima stagione Le riprese iniziano il 2 luglio 2020. TharnType 2: 7 Years of Love è stato precedentemente trasmesso su One 31 e LINE TV.